# KLMオランダ航空867便エンジン停止事故
KLMオランダ航空867便エンジン停止事故（KLMオランダこうくう867便エンジンこしょうじこ、英語：KLM Flight 867）は、1989年12月15日にアメリカのアラスカ州上空で起きた航空事故である。
火山灰の中を飛行していたKLMオランダ航空867便（ボーイング747-406M）で一時的に全エンジンが停止したが、エンジンの再起動と緊急着陸に成功し死傷者は出なかった。

## 概要

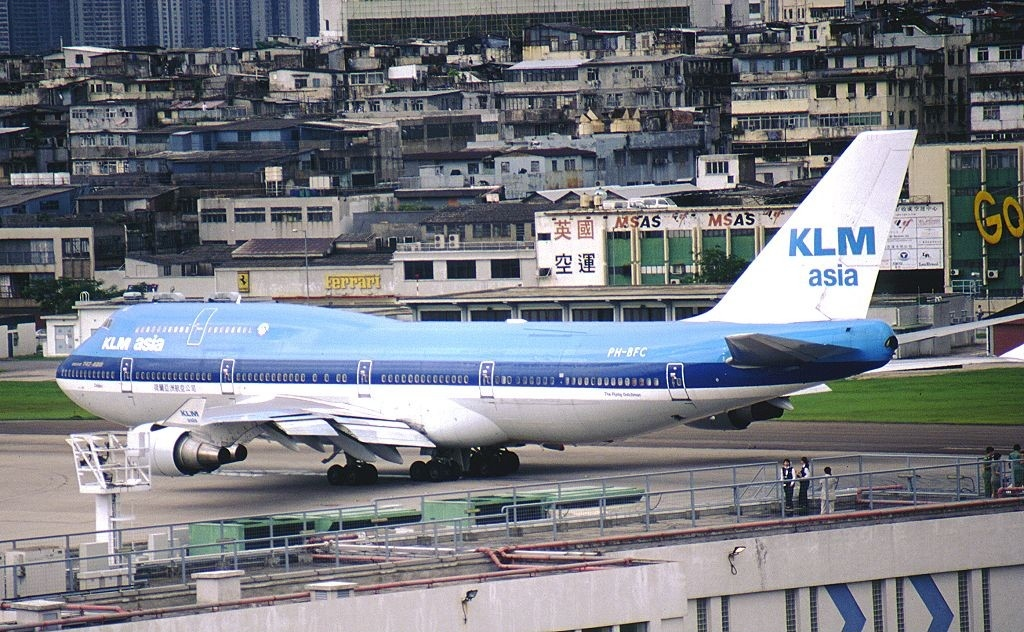
1998年に撮影された事故機

1989年12月15日、KLMオランダ航空867便は、アムステルダム・アムステルダム・スキポール空港から新東京国際空港（成田国際空港）に向かう定期便だった。機材はボーイング747-406M（機体記号：PH-BFC、愛称：City of Calgary）で、この機体は導入されてから6ヵ月未満という新造機だった。867便は前日に噴火したリダウト山からの火山灰の厚い雲の中を飛んでいた。
雲の中を飛行中、機体の4基のエンジンすべての出力が低下し始め、約10〜15秒後にバックアップ電力システムを残してエンジンは停止した。エンジンの発電機が止まったため一瞬停電状態になったが、バックアップ電源により計器や油圧システムは動いており、操縦は可能だった。ある報告書は、エンジン停止の原因は火山灰がエンジン内部にてガラスコーティングに変化したためだとし、それがエンジンの温度センサーを欺き、4基のエンジンの自動停止をもたらした。
機長はエンジンの再起動を何度も実行したがエンジンは再起動せず、機体は降下していった。
基本的にターボファンエンジンを搭載した航空機はエンジンを起動させるセルモーターを内蔵していない。そのため飛行中にエンジンを再起動させる場合には、ファンが点火できる回転数に達するほどの大量かつ高速の空気を投入する必要がある。このため機体を急降下させ大量かつ高速な空気を吸い込ませて点火し、再起動しない場合は引き起こした後に再度急降下するという動作をエンジンが再起動するまで続けるのが基本である（ウィンドミルスタート）。867便も同様に複数回の急降下を試しエンジン再起動に成功し、緊急着陸して乗員乗客全員無事帰還した。
この事故は747-400の最初の事故である。

## 交信記録
次の交信は飛行区域を管制していたアンカレッジセンターと、KLMオランダ航空867便との間で行われた。
```
パイロット -  KLM867、
FL
250に到達、機首方位140。
アンカレッジセンター - 了解。現在、
噴煙
が良く見えますか？
パイロット - ええ、曇り空のように灰がみえる。通常の雲よりも少し茶色い。
パイロット - 我々は左に向かわなければならない。コックピット内が煙たい。
アンカレッジセンター -  KLM867ヘビー、了解、そちらの裁量で左へ。
パイロット - FL390に上昇、我々は黒雲の中にいる。方位130。
パイロット - KLM867はすべてのエンジンの燃焼が止まって降下中です！
アンカレッジセンター - KLM867ヘビー、アンカレッジ？
パイロット -  KLM867、現在降下中。我々は落ちている！
パイロット-  KLM867、援助をしてほしい。レーダー誘導をしてくれ！
```

## エンジン再始動とその後

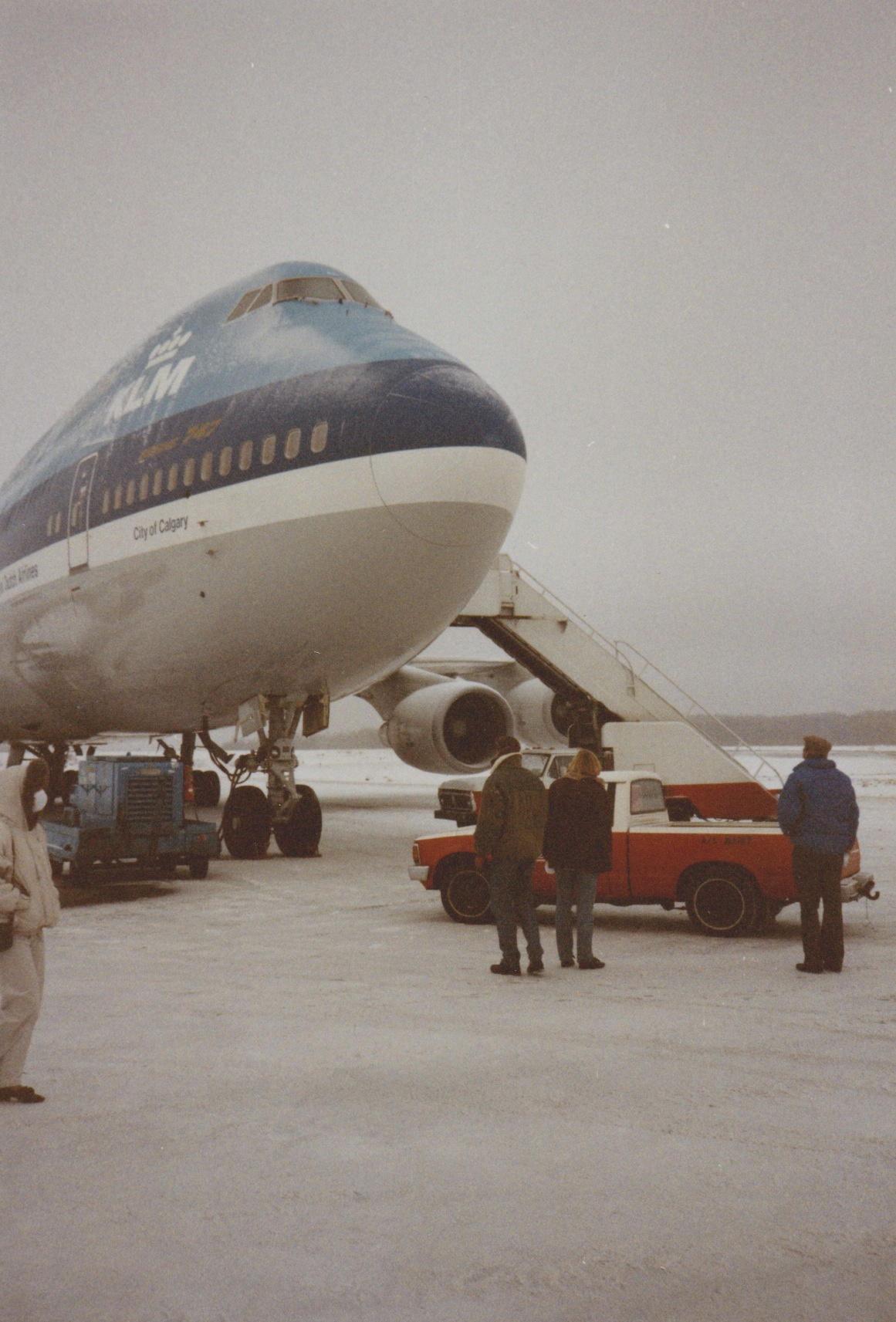
着陸後、被害を確認する乗員

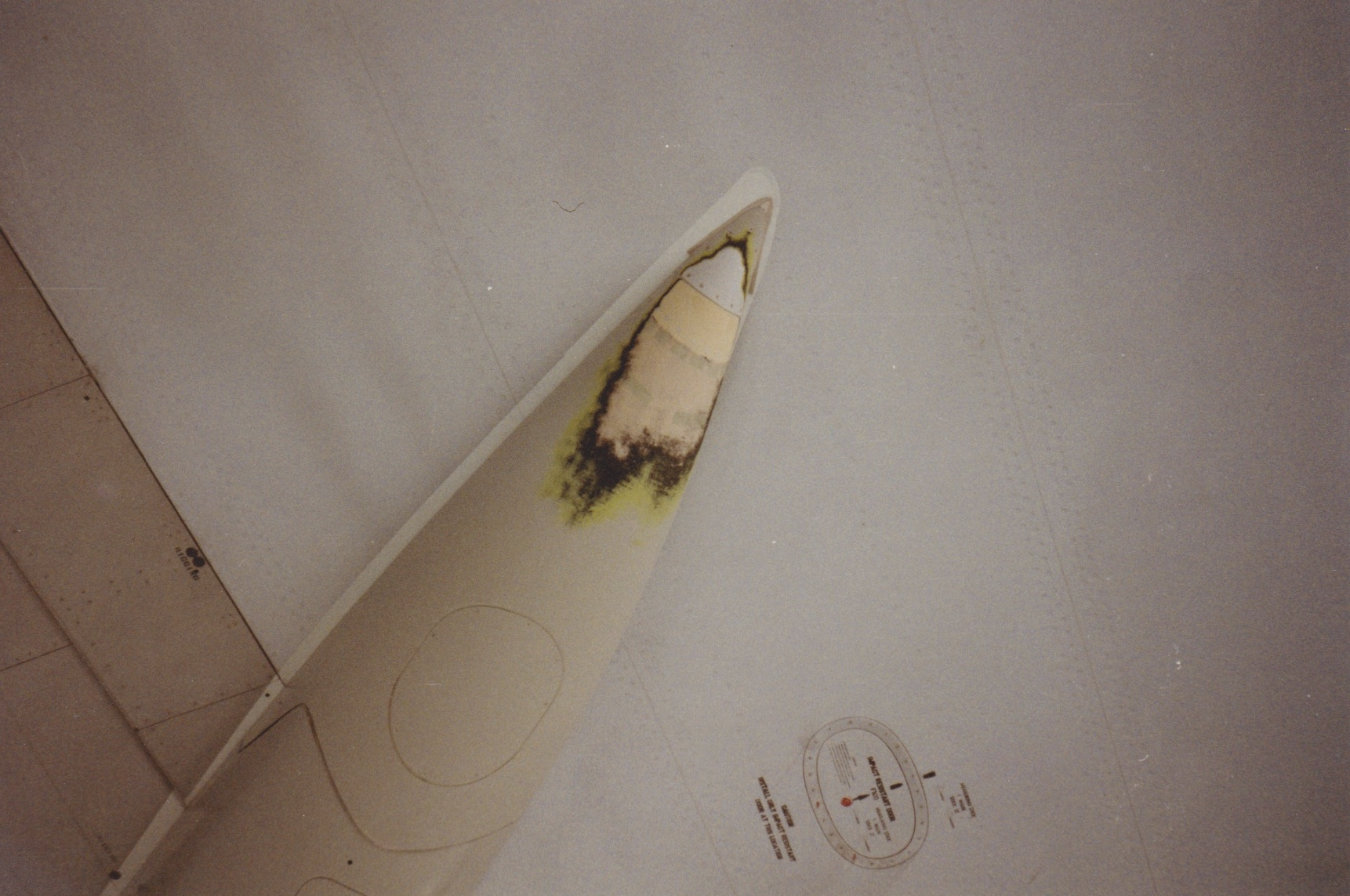
機体の損傷箇所

14,000フィート(4,267メートル)以上降下した後、乗組員はついにエンジンの再起動に成功し、安全に飛行機を着陸させることができた。この事故では、火山灰が機体に8,000万ドル以上の損害を引き起こし、4基のエンジンすべてを交換する必要があったが、死傷者は出なかった。同機に搭載されていたアフリカの鳥類25羽、ジェネット2匹、カメ25匹の貨物はアンカレッジ国際空港の倉庫に送られ、そこで誤ったラベルが貼られたため一時的に所在不明となり、再発見されるまでに鳥8羽とカメ3匹が死亡した。
当初はKLMアジアの塗装だったが、2012年に保守点検した後、KLMのカラーリングに塗り替えられた同機（PH-BFC）は、2018年3月14日に退役するまでKLMオランダ航空で使用され続けた。867便は2016年現在、アムステルダム発大阪（関西国際空港）行きの便名になっている。

## 関連文献
- http://www.heraldnet.com/article/20100418/NEWS02/704189878 "A look back at Alaska volcano’s near-downing of a 747"
- "VOLCANIC HAZARDS—IMPACTS ON AVIATION" US Senate Commerce Committee hearing in 2006
- Brennan, Zoe (29 January 2007). "The story of BA flight 009 and the words every passenger dreads...". Daily Mail. Retrieved 16 April 2010.